# Can't Slow Down (Foreigner)
Can't Slow Down è il nono album in studio del gruppo anglo-statunitense Foreigner, pubblicato il 2 ottobre 2009. Si tratta del primo album registrato con il cantante Kelly Hansen e il bassista Jeff Pilson, oltre che del primo lavoro del gruppo contenente materiale inedito dai tempi di Mr. Moonlight nel 1994.
La Rhino Records, oltre all'edizione standard, pubblicò (sempre il 2 ottobre 2009 e con lo stesso titolo) un doppio CD + DVD, mentre nel 2010 la Ear Music Records (0202672ERE) pubblicò il CD con un brano bonus aggiunto (totale 14 brani).
L'album ha debuttato alla posizione numero 29 della Billboard 200.

## Tracce
Edizione standard
1. Can't Slow Down – 3:28 (Mick Jones, Kelly Hansen, Marti Frederiksen)
2. In Pieces – 3:53 (Mick Jones, Kelly Hansen, Marti Frederiksen)
3. When It Comes to Love – 3:54 (Mick Jones, Kelly Hansen, Marti Frederiksen)
4. Living in a Dream – 3:43 (Mick Jones, Kelly Hansen, Marti Frederiksen)
5. I Can't Give Up – 4:32 (Mick Jones, Kelly Hansen, Marti Frederiksen, Steve McEwan)
6. Ready – 3:43 (Mick Jones, Kelly Hansen, Marti Frederiksen)
7. Give Me a Sign – 3:52 (Mick Jones, Kelly Hansen, Marti Frederiksen)
8. I'll Be Home Tonight – 4:14 (Mick Jones, Kelly Hansen, Marti Frederiksen)
9. Too Late – 3:45 (Mick Jones, Marti Frederiksen, Oliver Lieber, Russ Irwin)
10. Lonely – 3:29 (Steve McEwan, Marti Frederiksen)
11. As Long as I Live – 3:48 (Mick Jones, Kelly Hansen, Marti Frederiksen)
12. Angel Tonight – 3:32 (Mick Jones, Kelly Hansen, Marti Frederiksen)
13. Foor for You Anyway – 4:04 (Mick Jones)

Edizione doppio CD del 2009, pubblicato dalla Rhino Records (R2 521324)
CD 1 (The Album)
1. Can't Slow Down – 3:28 (Mick Jones, Kelly Hansen, Marti Frederiksen)
2. In Pieces – 3:53 (Mick Jones, Kelly Hansen, Marti Frederiksen)
3. When It Comes to Love – 3:54 (Mick Jones, Kelly Hansen, Marti Frederiksen)
4. Living in a Dream – 3:43 (Mick Jones, Kelly Hansen, Marti Frederiksen)
5. I Can't Give Up – 4:32 (Mick Jones, Kelly Hansen, Marti Frederiksen, Steve McEwan)
6. Ready – 3:43 (Mick Jones, Kelly Hansen, Marti Frederiksen)
7. Give Me a Sign – 3:52 (Mick Jones, Kelly Hansen, Marti Frederiksen)
8. I'll Be Home Tonight – 4:14 (Mick Jones, Kelly Hansen, Marti Frederiksen)
9. Too Late – 3:45 (Mick Jones, Marti Frederiksen, Oliver Lieber, Russ Irwin)
10. Lonely – 3:29 (Steve McEwan, Marti Frederiksen)
11. As Long as I Live – 3:48 (Mick Jones, Kelly Hansen, Marti Frederiksen)
12. Angel Tonight – 3:32 (Mick Jones, Kelly Hansen, Marti Frederiksen)
13. Fool for You Anyway – 4:04 (Mick Jones)
14. At War with the World (Mick Jones) – Live Bonus Track
15. Headknocker (Lou Gramm, Mick Jones) – Live Bonus Track

Durata totale: 49:57
CD 2 (The Remixes)
1. Feels Like the First Time – 3:53 (Mick Jones)
2. Cold as Ice – 3:21 (Mick Jones, Lou Gramm)
3. Hot Blooded – 4:24 (Lou Gramm, Mick Jones)
4. Blue Morning, Blue Day – 3:11 (Lou Gramm, Mick Jones)
5. Double Vision – 3:42 (Lou Gramm, Mick Jones)
6. Dirty White Boy – 3:39 (Lou Gramm, Mick Jones)
7. Head Games – 3:39 (Lou Gramm, Mick Jones)
8. Juke Box Hero – 4:21 (Lou Gramm, Mick Jones)
9. Urgent – 4:29 (Mick Jones)
10. I Want to Know What Love Is – 5:01 (Mick Jones)

Durata totale: 39:40
Edizione CD del 2010, pubblicato dall Ear Music Records (0202672ERE)
1. Can't Slow Down – 3:28 (Mick Jones, Kelly Hansen, Marti Frederiksen)
2. In Pieces – 3:54 (Mick Jones, Kelly Hansen, Marti Frederiksen)
3. When It Comes to Love – 3:53 (Mick Jones, Kelly Hansen, Marti Frederiksen)
4. Living in a Dream – 3:43 (Mick Jones, Kelly Hansen, Marti Frederiksen)
5. I Can't Give Up – 4:32 (Mick Jones, Kelly Hansen, Marti Frederiksen, Steve McEwan)
6. Ready – 3:43 (Mick Jones, Kelly Hansen, Marti Frederiksen)
7. Give Me a Sign – 3:52 (Mick Jones, Kelly Hansen, Marti Frederiksen)
8. I'll Be Home Tonight – 4:14 (Mick Jones, Kelly Hansen, Marti Frederiksen)
9. Too Late – 3:45 (Mick Jones, Marti Frederiksen, Oliver Lieber, Russ Irwin)
10. Lonely – 3:29 (Steve McEwan, Marti Frederiksen)
11. As Long as I Live – 3:48 (Mick Jones, Kelly Hansen, Marti Frederiksen)
12. Angel Tonight – 3:32 (Mick Jones, Kelly Hansen, Marti Frederiksen)
13. Fool for You Anyway – 4:05 (Mick Jones)
14. I Want to Know What Love Is – 6:49 (Mick Jones) – Live Bonus Track

Durata totale: 56:47

## Formazione
- Mick Jones - chitarre, keys, cori
- Kelly Hansen - voce solista, cori
- Michael Bluestein - tastiere
- Tom Gimbel - chitarre, sassofono, cori
- Jeff Pilson - basso
- Brian Tichy - batteria

Altri musicisti:
- Marti Frederiksen - chitarre, keys, cori, percussioni
- Jason Paige - cori
- Suzie McNeil - cori
- Jason Bonham - batteria (brano: Too Late)
- Russ Irwin - tastiere (brano: Too Late)
- Ryan Brown - batteria (brano: Lonely)

Fool for You Anyway
- Mick Jones - chitarra solista
- Kelly Hansen - voce solista
- Thomas Brenneck - chitarre aggiunte
- Nick Movshon - basso
- Victor Axelrod - tastiere, organo
- Homer Steinweiss - batteria
- Dave Guy - tromba
- Michael Leonhart - tromba
- Neal Sugarman - sassofono tenore
- Cynthia Langston - cori
- Lola Johnson - cori
- Amy Birnbaum - cori
- Cliff Driver - arrangiamento parti vocali

Note aggiuntive:
- Mick Jones e Marti Frederiksen - produttori (eccetto brano: Fool for You Anyway)
- Mark Robson - produttore (solo per il brano: Fool for You Anyway)
- Registrazioni effettuate al The Benjamin Hotel di New York ed al Poppy Studios
- Marti Frederiksen - tecnico del suono e tecnico del mixaggio
- Jason Paige - vocal engineering
- Anthony Focx - digital editing (aggiunto), tecnico del mixaggio, masterizzazione

Fool for You Anyway
- Registrato al Dunham Studios di Brooklyn, New York
- Vaughan Merrick e Thomas Brenneck - tecnici del suono[3]

## Classifiche
| Classifica (2009)  | Posizione massima |
| ------------------ | ----------------- |
| Austria            | 58                |
| Germania           | 16                |
| Svizzera           | 26                |
| Regno Unito        | 105               |
| Stati Uniti        | 29                |
| Stati Uniti (rock) | 12                |